# Badmotorfinger
Badmotorfinger – trzeci album amerykańskiej grupy rockowej Soundgarden, wydany 8 października 1991 roku.
Album został nominowany do nagrody Grammy. Dotychczasowego basistę Hiro Yamamotę zastąpił Ben Shepherd. Muzyka na tym albumie stała się jeszcze cięższa niż na poprzednim wydawnictwie grupy, Louder Than Love, mamy tu do czynienia z kilkoma typowymi heavy metalowymi utworami, zaś Chris Cornell w większości utworów używa górnych rejestrów swojej skali. Album osiągnął spory sukces komercyjny, a single Rusty Cage, Outshined czy Jesus Christ Pose znalazły duże grono swoich odbiorców w MTV.

Album został wydany w okresie tzw. boomu na grunge i wspólnie z albumami Nevermind Nirvany i Ten Pearl Jamu uznawany jest za wydawnictwo, które wprowadziło nurt grunge do mainstreamu. Badmotorfinger uplasował się na wysokich miejscach, w różnych zestawieniach, m.in. Billboard 200. Zespół promował album w tournée po Europie i Ameryce Północnej, wspólnie z będącym u szczytu popularności Guns N’ Roses. W 1992 roku, Badmotorfinger został nominowany do nagrody Grammy w kategorii Best Metal Performance. Do tej pory płyta dwukrotnie pokryła się platyną na terenie Stanów Zjednoczonych.

## Nagranie i produkcja
Zespół wszedł do studia z nowym basistą, Benem Shepherdem który dołączył do zespołu w kwietniu 1990 roku w miejsce Jasona Evermana. Sesja nagraniowa miała miejsce pod koniec 1991 roku, w Bear Creek Studio w Woodinville, produkcją zajął się ponownie Terry Date. Cornell stwierdził, iż zespół ponownie zdecydował się na współpracę z Date'm, ponieważ mieli z nim dobre stosunki i nie chciał znów gorączkowo szukać producenta.

Pierwszym nagraniem zespołu w nowym składzie był singel Room a Thousand Years Wide dla wytwórni Sub Pop. Chris Cornell w jednym z wywiadów powiedział, iż Shepherd wprowadził świeże i kreatywne podejście do sesji nagraniowej, oraz że zaimponowała mu jego wiedza nt. pisania utworów i technik studyjnych. Dodatkowym plusem było to, iż przed dołączeniem do zespołu, Soundgarden był ulubionym zespołem Shepherda.

W porównaniu do sesji nagraniowej Louder Than Love, obyło się bez napięć i zgrzytów, a sam zespół miał poważniejsze podejście do nagrania i procesu pisania piosenek.

## Muzyka i teksty
Steve Huey z AllMusic stwierdził, iż proces pisania piosenek na Badmotorfinger to "skok w centrum uwagi i spójności". Gitarzysta Kim Thayil żartobliwie nazwał Badmotorfinger, "Heavy Metal White Album", natomiast Cornell dodał, że album "lepiej ukazuje ich brzmienie na żywo". Thayil stwierdził, iż to "Shepherd przyczynił się do tego, że prace nad płytą były bardzo szybkie i owocne".

W otwierającym album utworze, Rusty Cage, Thayil użył pedału wah jako filtr, dzięki czemu dźwięk gitary uzyskuje charakterystyczną barwę. Soundgarden wykorzystał alternatywne strojenia i nieparzyste metrum w niektórych piosenkach na albumie. Gitary w "Jesus Christ Pose" i "Outshined" są zestrojone niżej, do drop D. Natomiast w "Rusty Cage", "Holy Water" i "Searching with my Good Eye Closed", najniższa struna E została obniżona o kwintę do H. Zaś w "Mind Riot" każda struna jest nastrojona do E. Równie często na albumie pojawiają się nieparzyste metrum; o ile utwory takie jak "Jesus Christ Pose" są w standardowym 4/4, o tyle "Outshined" jest w 7/4, "Somewhere" w 6/4, "New Damage" w 9/8 i 4/4, natomiast w "Face Pollution" pojawiają się zmiany z 4/4 na 9/8 i 6/4, a na końcu "Holy Water" 4/4 płynnie przechodzi w 5/4. Kim Thayil stwierdził, że nie starali się na siłę tworzyć w nieparzystych metrum, ale wychodziło im to naturalnie.

Jeśli chodzi natomiast o liryki, Cornell powiedział, że starał się nie być zbyt konkretny w swoich tekstach i był bardziej nastawiony na "tworzenie koloryzowanych wyobrażeń". "Jesus Christ Pose" krytykuje osoby publiczne, które wykorzystują symbol ukrzyżowanego Jezusa, aby przestawić samych siebie jako nękanych i prześladowanych."Outshined" opowiada o "okresach skrajnej pewności siebie" która może w pewnym momencie zgubić człowieka, "Holy Water" został napisany o ludziach, którzy głoszą swoje przekonania i poglądy innym ludziom. Thayil, który jest autorem tekstu do "Room a Thousand Years Wide", stwierdził iż piosenka jest o "ogólnych doświadczeniach", natomiast "New Damage" w subtelny sposób krytykuje rząd Stanów Zjednoczonych.

## Wydanie i odbiór
Badmotorfinger zadebiutował na 39 miejscy listy Billboard 200 album chart. Płyta została wydana w tym samym okresie co Nevermind Nirvany i Ten zespołu Pearl Jam. Te trzy albumy stanowią wprowadzenie nurtu grunge do mainstreamu. Badmotorfinger był wśród 100 najlepiej sprzedających się albumów 1992 roku. Badmotorfinger zawojował stacje MTV wraz z singlami Rusty Cage, Outshined i Jesus Christ Pose. Teledysk do tego ostatniego został usunięty z anteny, z racji budzonych kontrowersji. Utwór Rusty Cage Johnny Cash umieścił we własnej interpretacji na płycie Unchain. Ten sam utwór znalazł się na soundtracku do gry Grand Theft Auto: San Andreas.
W 1992 roku, Badmotorfinger został nominowany do nagrody Grammy za Best metal performance. Album znalazł się na 45. miejscu, na liście 100 najlepszych albumów gitarowych wszech czasów.

## Trasa
Po wydaniu Badmotorfinger, zespół wyruszył w trasę po Ameryce Północnej w październiku 1991. Później, Soundgarden rozpoczął trasę po USA u boku będącego wówczas u szczytu popularności Guns N’ Roses. Następnie, w 1992 roku, Soundgarden supportowali Skid Row w USA. Soundgarden następnie udał się do Europy, na trzymiesięczną trasę już jako headliner. W tym samym roku, zespół ponownie dołączył do Guns N’ Roses, których supportowali w Europie, wraz z Faith no More. Zespół wystąpił na festiwalu Lollapalooza w 1992 roku, wspólnie z Pearl Jam, Red Hot Chilli Peppers i Ministry. Po zakończeniu trasy, zespół wydał wideo Motorvision, na którym sfilmowany został ich koncert w Paramount Theatre w 1992 roku.

## Lista utworów
| Nr. |  | Tytuł                               | Tekst         | Muzyka                                                | Długość |
| --- |  | ----------------------------------- | ------------- | ----------------------------------------------------- | ------- |
| 1.  |  | "Rusty Cage"                        | Chris Cornell | Chris Cornell                                         | 4:26    |
| 2.  |  | "Outshined"                         | Chris Cornell | Kim Thayil, Chris Cornell                             | 5:11    |
| 3.  |  | "Slaves & Bulldozers"               | Chris Cornell | Chris Cornell, Ben Shepherd                           | 6:56    |
| 4.  |  | "Jesus Christ Pose"                 | Chris Cornell | Kim Thayil, Chris Cornell, Matt Cameron, Ben Shepherd | 5:51    |
| 5.  |  | "Face Pollution"                    | Chris Cornell | Ben Shepherd                                          | 2:24    |
| 6.  |  | "Somewhere"                         | Ben Shepherd  | Ben Shepherd                                          | 4:21    |
| 7.  |  | "Searching with My Good Eye Closed" | Chris Cornell | Chris Cornell                                         | 6:31    |
| 8.  |  | "Room a Thousand Years Wide"        | Kim Thayil    | Matt Cameron                                          | 4:06    |
| 9.  |  | "Mind Riot"                         | Chris Cornell | Chris Cornell                                         | 4:49    |
| 10. |  | "Drawing Flies"                     | Chris Cornell | Matt Cameron                                          | 2:25    |
| 11. |  | "Holy Water"                        | Chris Cornell | Chris Cornell                                         | 5:07    |
| 12. |  | "New Damage"                        | Chris Cornell | Kim Thayil, Matt Cameron                              | 5:40    |

## Lista utworów (SOMMS)
W 1992 r. wydano limitowaną edycję Badmotorfinger, która zawierała drugą płytę – EP pt. Satanoscillatemymetallicsonatas (lub SOMMS). EP zawiera trzy covery, jeden oryginalny utwór Soundgarden oraz utwór nagrany na jednym z koncertów. Tytuł tego minialbumu jest palindromem (wyraz, który czyta się jednakowo od lewej do prawej i od prawej do lewej).
W 1993 na ceremonii Grammy Awards, "Into the Void (Sealth)" został nominowany w kategorii Best Metal Performance.
| Nr. |  | Tytuł                        | Tekst         | Muzyka                                              | Długość |
| --- |  | ---------------------------- | ------------- | --------------------------------------------------- | ------- |
| 1.  |  | "Into The Void (Sealth) "    | Geezer Butler | Ozzy Osbourne, Tony Iommi, Bill Ward, Geezer Butler | 6:37    |
| 2.  |  | "Girl U Want"                | Gerald Casale | Gerald Casale, Mark Mothersbaugh                    | 3:27    |
| 3.  |  | "Stray Cat Blues"            | Mick Jagger   | Mick Jagger, Keith Richards                         | 4:46    |
| 4.  |  | "She's a Politician"         | Chris Cornell | Chris Cornell                                       | 1:48    |
| 5.  |  | "Slaves & Bulldozers (live)" | Chris Cornell | Ben Shepherd, Chris Cornell                         | 8:38    |

## Twórcy
- Chris Cornell – wokal, gitara
- Kim Thayil – gitara elektryczna
- Ben Shepherd – gitara basowa
- Matt Cameron – perkusja

### Dodatkowi muzycy/produkcja
- Larry Brewer – asystent producenta
- Mark Dancey – okładka
- Terry Date – produkcja, inżynieria dźwięku
- Scott Granlund – saxofon w "Room a Thousand Years Wide" i "Drawing Flies"
- Efren Herrera, John Jackson – asystenci produkcji
- Michael Lavine – fotografie
- Ernst Long – trąbka w "Face Pollution", "Room a Thousand Years Wide" i "Drawing Flies"
- Len Peltier – art direction
- Soundgarden – produkcja
- Ron St. Germain – miksowanie
- Damon Stewart – narracja w "Searching with My Good Eye Closed"
- Walberg Design – projektowanie
- Howie Weinberg – mastering

## Pozycje w zestawieniach

### Album
| Zestawienie (1992)       | Pozycja |
| ------------------------ | ------- |
| US Billboard 200         | 39      |
| UK Albums Chart          | 39      |
| Canadian Albums Chart    | 50      |
| Zestawienie (1994)       | Pozycja |
| New Zealand Albums Chart | 49      |

### Single
| Rok  | Singel              | UK Singles Chart |
| ---- | ------------------- | ---------------- |
| 1991 | "Jesus Christ Pose" | 30               |
| 1991 | "Outshined"         | 50               |
| 1992 | "Rusty Cage"        | 41               |

## Wyróżnienia
| Publikacja   | Kraj              | Kategoria                                  | Rok  | Pozycja |
| ------------ | ----------------- | ------------------------------------------ | ---- | ------- |
| Guitar World | Stany Zjednoczone | "100 Greatest Guitar Albums of All Time"   | 2006 | 45      |
| Revolver     | Stany Zjednoczone | "The 69 Greatest Metal Albums of All Time" | 2002 | 26      |
| Kerrang!     | Wielka Brytania   | "100 Albums You Must Hear Before You Die"  | 1998 | 25      |
| Visions      | Niemcy            | "The Most Important Albums of the 90s"     | 1999 | 3       |
| Juice        | Australia         | "The 100 (+34) Greatest Albums of the 90s" | 1999 | 48      |
| The Movement | Nowa Zelandia     | "The 101 Best Albums of the 90s"           | 2004 | 84      |